# Armand Assante
Armand Assante (New York, 4. listopada 1949. -), američki glumac. 
Majka mu je Irkinja, a otac Talijan. Trenutačno živi u predgrađu New Yorka na velikoj farmi. Bio je oženjen s Karen McArn s kojom ima dvije kćeri. Ponajviše je glumio u sporednim ulogama u raznim filmovima, na pozornici i na televiziji sedamdesetih godina. Studirao je na Američkoj akademiji dramskih umjetnosti. 
Na kazališnim daskama vidi budućnost. Godine 1974. imao je premijeru na velikom ekranu malom ulogom u filmu "The Lords of Flatbush". Glumio je i brata Sylvestera Stallonea u filmu "Paradise Alley". Ponajviše zbog specifična izraza lica, uslijedile su karakterne uloge u filmovima svih žanrova. Svi ga se sjećamo kao partnera Antonija Banderasa u filmu "Kraljevi mamba". U njegovoj je filmografiji i naslov "Fatal Instict".Zadnji film u kojem drzi ulogu je film Antuna Vrdoljaka "General". 

## Filmografija
- General (2019.)
- Montevideo, vidimo se! (2014)
- Two for the Money (2005.)
- Push, Nevada (2002.) (TV serija)
- The Odyssey (1997.) (TV)
- Gotti (1996.) (TV)
- Striptease (1996.)
- Judge Dredd (1995.)
- Kidnapped (1995.) (TV)
- Fatal Instinct (1992.)
- Hoffa (1992.)
- 1492: Conquest of Paradise (1992.)
- Kraljevi mamba (1992.)
- Q&A (1990.)
- Unfaithfully Yours (1984.)
- I, the Jury (1982.)
- Private Benjamin (1980.)
- Little Darlings (1980.)
- The Doctors (TV serija) (1975. – 1977.)
- The Lords of Flatbush (1974.)